# بایارتا د بوربا
بایارتا د بوربا (به اسپانیایی: Vallarta de Bureba) یک شهرستان در اسپانیا است که در استان بورگس واقع شده‌است.

## خصوصیات
بایارتا د بوربا ۱۹ کیلومترمربع مساحت و ۶۱ نفر جمعیت دارد.